# Північ штату Піауї (мезорегіон)
Північ штату Піауї (порт. Mesorregião do Norte Piauiense) — один із чотирьох адміністративно-статистичних мезорегіонів бразильського штату Піауї. Населення становить 613 тисяч чоловік (на 2006 рік). Площа — 22 152,102 км². Густота населення — 27,7 чол./км².

## Склад мезорегіону
У мезорегіон входять наступні мікрорегіони:
1. Байшу-Парнаїба-Піауїенсі
2. Літорал-Піауїенсі

| Бразилія | Це незавершена стаття з географії Бразилії. Ви можете допомогти проєкту, виправивши або дописавши її. |